# Ricardo Castro Sierra
Ricardo Fidel Castro Sierra (Chilca, Junín; 28 de noviembre de 1959) es un contador público y político peruano. Fue alcalde del distrito de San Luis desde el 1 de enero del 2011 hasta el 12 de diciembre del 2014.

## Biografía
Ricardo Castro nació en el distrito de Chilca, ubicado en la provincia de Huancayo en Junín, el 28 de noviembre de 1959. Es hijo de Ezequiel Castro Raymondi y de Zenaida Sierra Sotomayor.
Emigró a la ciudad de Lima e ingresó a la Universidad Nacional Federico Villarreal para estudiar la carrera de Contabilidad pública y graduándose en el año 1991. También obtuvo un bachillerato en Contabilidad en el año 1989.
Es propietario de un negocio desde el año 2005.

## Carrera política
Postuló al Congreso de la República por la agrupación ‘Avancemos’ en las elecciones del año 2000 y en las elecciones municipales del año 2002 como candidato a la alcaldía del distrito de San Luis por la alianza Unidad Nacional. 
En marzo del 2005 fundó el movimiento ‘San Luis Progresa’ y postuló nuevamente a la alcaldía en las elecciones del 2006.

### Alcalde de San Luis
En 2010 se afilió al partido Cambio Radical y participó nuevamente en los comicios, logrando finalmente salir elegido como el nuevo alcalde del distrito de San Luis y siendo juramentado el 1 de enero del 2011 para el periodo municipal 2011-2014.
Dentro de su gestión como alcalde, realizó la recuperación de 14 parques, entre ellos la Plaza de Armas del distrito. Además del resembrado del césped y esculturas emblemáticas. En la urbanización Jorge Chávez, que limita con el distrito de El Agustino, rehabilitó las pistas y construyó un paseo peatonal. Asimismo, construyó un muro de concreto entre esa urbanización y el distrito vecino. Castro ha impulsado actividades deportivas, con la construcción de cuatro módulos de gimnasios al aire libre en las urbanizaciones, la promoción del ciclismo los domingos y diversas actividades culturales. También promovió diversas actividades en la piscina municipal.
Tras culminar su gestión, Castro intentó ser reelegido como alcalde en las elecciones municipales del 2014 por el partido Unión por el Perú, sin embargo, no tuvo éxito. Postuló nuevamente en las elecciones del 2018 por el partido Alianza para el Progreso y en las elecciones del 2022 por  el partido Somos Perú, siendo afiliado desde el año 2021.